# Colletes wilmattae
Colletes wilmattae är en solitär biart som beskrevs av Cockerell 1904. Den ingår i släktet sidenbin och familjen korttungebin. Inga underarter finns listade i Catalogue of Life.

## Beskrivning
Könsskillnaderna är tydliga hos denna art. Som vanligt hos många solitära bin är honan större än hanen, i detta fall med en kroppslängd på 9 till 10 mm mot hans 7 mm. Dessutom är pälsen på huvud och mellankropp blekgul hos honan, meden den hos hanen är beige på ovansidan och mera vitaktig på sidorna. Honan har dessutom tätare päls än hanen. Ben och bakkropp är rödbruna. Båda könen har ljusa hårband på bakkanterna av tergiterna, segmenten på ovansidan av bakkroppen, men hos honan är de nästan dolda av beige hår på resten av bakkroppen.

## Ekologi
Arten, som flyger från juni till augusti/september, besöker främst ärtväxter i släktet Dalea.

## Utbredning
Utbredningsområdet omfattar västra Nordamerika från södra Manitoba i Kanada över Minnesota, Iowa och Wisconsin i USA söderut till äldre observationer i New Mexico (1936), Texas (1950) och en tveksam förekomst i Georgia.